# Czaplaki
Czaplaki – przysiółek wsi Skolin w Polsce, położony w województwie podkarpackim, w powiecie lubaczowskim, w gminie Wielkie Oczy.
W latach 1975–1998 przysiółek administracyjnie należał do województwa przemyskiego.